# Christoph Gutknecht

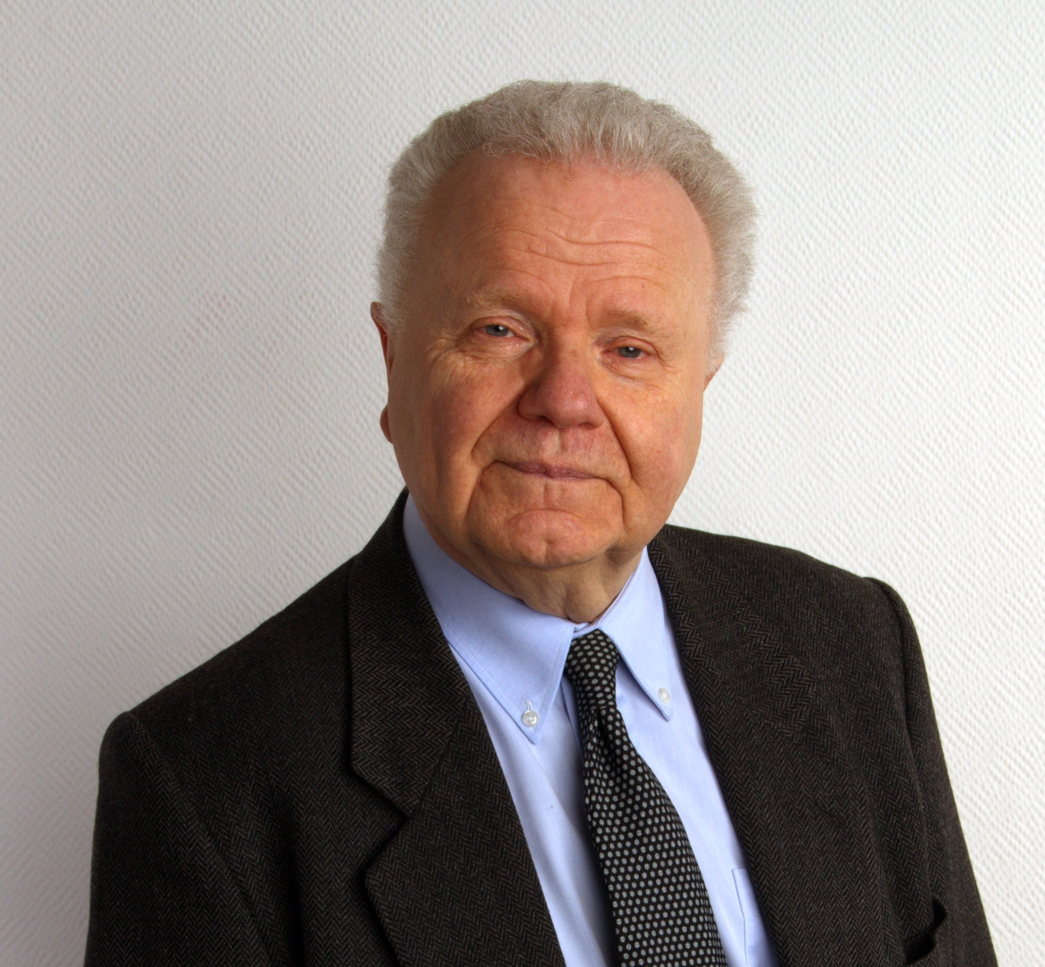
Gutknecht am Rande einer Buchvorstellung (Hamburg, März 2016)

Christoph Gutknecht (* 24. März 1939 in Hamburg) ist ein deutscher Anglist, Germanist, Linguist, Sachbuchautor und Synchronsprecher.

## Beruflicher Werdegang
Nach dem Studium der Germanistik, Anglistik, Philosophie und Erziehungswissenschaft an der Universität Hamburg, das Gutknecht mit dem Staatsexamen fürs Gymnasiallehramt beendete, promovierte er mit einem Thema des Altmittelhochdeutschen. Der Titel der 1966 vorgelegten Arbeit lautet: Die mittelhochdeutsche Versnovelle „Von zwein koufmannen“ des Ruprecht von Würzburg.
Im Jahr 1972 wurde er Wissenschaftlicher Rat an der Universität Hamburg; von 1976 bis 2001 war er dort dann Professor für Linguistik des Englischen. Seine Hauptforschungsgebiete sind die Angewandte Linguistik sowie die Translatologie.
Gutknecht ist seit den 1980er-Jahren zudem als Off- und Voiceover-Sprecher bei Rundfunk-, Fernseh- und Filmproduktionen, Hörbüchern sowie Computer-Rollenspielen tätig.
In der Kolumne zur Sprachgeschichte in der Jüdischen Allgemeinen erläutert Gutknecht regelmäßig aus dem Jiddischen entlehnte Begriffe und Wendungen.

## Veröffentlichungen (Auswahl)
- mit William J. Barry: Practical English Phonetics. A Programmed Course in English Pronunciation. Helmut Buske, Hamburg 1974, ISBN 978-3-87118-066-8 (Auszüge bei Google Books).
- als Herausgeber: Grundbegriffe und Hauptströmungen der Linguistik. Hoffmann und Campe, Hamburg 1977, ISBN 978-3-455-09214-1.
- Lauter böhmische Dörfer. Wie die Wörter zu ihrer Bedeutung kamen. C. H. Beck, München 1995, ISBN 978-3-406-45989-4 (Auszüge bei Google Books).
- Lauter spitze Zungen. Geflügelte Worte und ihre Geschichte. C. H. Beck, München 1996, ISBN 978-3-406-45965-8 (Auszüge bei Google Books).
- Pustekurchen! Lauter kulinarische Wortgeschichten. C. H. Beck, München 2002, ISBN 978-3-40647621-1
- Lauter blühender Unsinn. Erstaunliche Geschichten von Aberwitz bis Wischiwaschi. C. H. Beck, München 2002, ISBN 978-3-406-47557-3 (Auszüge bei Google Books).
- Ich mach’s dir mexikanisch. Lauter erotische Wortgeschichten. C. H. Beck, München 2004, ISBN 978-3-406-51099-1.
- Gauner, Großkotz, kesse Lola: Deutsch-jiddische Wortgeschichten. be.bra, Berlin 2016, ISBN 978-3-86124-696-1.
- Vorbei an Ächtung und Zensur. Zur Rolle literarischer Anspielungen in erotischem Schrifttum. Geheimsprachen Verlag, Münster 2020, ISBN 978-3-947218-10-3.

## Synchronisationen (Auswahl)
- 2009: Rolle des „Loghain Mac Tir“ in Dragon Age: Origins